# Skylarking
Az 1986-os Skylarking az XTC nyolcadik nagylemeze, félig koncepcióalbum. Az album címét Percy Bysshe Shelley egyik verse inspirálta.
1989-ben 48. lett a Rolling Stone magazin az 1980-as évek 100 legjobb albuma listáján. A Pitchfork Media azonos listáján a 15. helyre került. Szerepel az 1001 lemez, amit hallanod kell, mielőtt meghalsz című könyvben.
Az Egyesült Királyságban a 90., Amerikában pedig a 70. helyig jutott az albumlistákon.

## Az album dalai
| 1. | Summer's Cauldron              | Andy Partridge | 3:19 |
| 2. | Grass                          | Colin Moulding | 3:05 |
| 3. | The Meeting Place              | Moulding       | 3:14 |
| 4. | That's Really Super, Supergirl | Partridge      | 3:21 |
| 5. | Ballet for a Rainy Day         | Partridge      | 2:50 |
| 6. | 1000 Umbrellas                 | Partridge      | 3:44 |
| 7. | Season Cycle                   | Partridge      | 3:21 |

| 1. | Earn Enough for Us                 | Partridge | 2:54 |
| 2. | Big Day                            | Moulding  | 3:32 |
| 3. | Another Satellite                  | Partridge | 4:15 |
| 4. | Mermaid Smiled                     | Partridge | 2:26 |
| 5. | The Man Who Sailed Around His Soul | Partridge | 3:24 |
| 6. | Dying                              | Moulding  | 2:31 |
| 7. | Sacrificial Bonfire                | Moulding  | 3:49 |

## Közreműködők
- Andy Partridge – ének, gitár
- Colin Moulding – ének, basszusgitár, máglya
- Dave Gregory – ének, gitár, zongora, szintetizátor, chamberlin, vonósok hangszerelése a 1,000 Umbrellas dalon, a páratlan tiple (gitár)

### További zenészek
- Prairie Prince – dob
- Beech Avenue Boys (értsd: XTC) – háttérvokál
- Todd Rundgren – zenekar hangszerelése, számítógép programozása, billentyűk, háttérvokál
- Mingo Lewis – ütőhangszerek a Mermaid Smiled és The Man Who Sailed Around His Soul dalokon
- Jasmine Veillette – ének a Dear God-on (első versszak és utolsó sor)

### Produkció
- Todd Rundgren – hangmérnök
- Kim Foscato, George Cowan – segédhangmérnök (Utopia Sound Studios)
- Greg Fulginiti – mastering (Artisan Sound Recorders)

## Fordítás
Ez a szócikk részben vagy egészben a Skylarking című angol Wikipédia-szócikk ezen változatának fordításán alapul.  Az eredeti cikk szerkesztőit annak laptörténete sorolja fel. Ez a jelzés csupán a megfogalmazás eredetét és a szerzői jogokat jelzi, nem szolgál a cikkben szereplő információk forrásmegjelöléseként.